# Finn E. Kydland
Finn Erling Kydland (ur. 1 grudnia 1943 w Ålgård koło Stavanger) – norweski ekonomista, laureat Nagrody Banku Szwecji im. Alfreda Nobla w dziedzinie ekonomii w 2004 roku.

## Życiorys
W latach 1997–2004 profesor ekonomii na Carnegie Mellon University w Pittsburghu (Pensylwania), od 1 lipca 2004 na Uniwersytecie Kalifornijskim Santa Barbara. Od 1 marca profesor na Uniwersytecie w Stavanger. Członek National Bureau of Economic Research
W 1982 roku wraz z Amerykaninem Edwardem Prescottem opublikował model realnych cykli koniunkturalnych (tzw. RBC) uwzględniający szoki zewnętrzne.
Za pracę wyjaśniającą, w jaki sposób na cykle koniunkturalne wpływają takie czynniki jak zmiany w polityce ekonomicznej i technologii został wspólnie z Prescottem laureatem Nagrody Banku Szwecji im. Alfreda Nobla w dziedzinie ekonomii w 2004 roku.

## Wybrane publikacje
- Finn E. Kydland, Edward Prescott. Time to Build and Aggregate Fluctuations. „Econometrica”. 50 (6), s. 1345-1370, 1982. [dostęp 2015-09-08].